# Српска Православна црква Светог Николе у Опову
Српска Православна црква Светог Николе у Опову је подигнута је 1830. године и има статус споменика културе од великог значаја.
Православни храм у Опову је посвећен Светом Николи и представља једнобродну грађевину са полукружном апсидом на источној и звоником на западној страни. Целину са иконостасом чини дрвена оплата која покрива зидове певница, архијерејски и Богородичин трон. Иконостас је сликао Стева Тодоровић који се 1885. године потписао на свим престоним иконама. Као и на неким претходним иконостасима, и у оповској цркви су обрађене поједине теме из српске историје (Замонашење Стефана Немање). На Богородичином трону исти сликар остварио је успели тондо на коме је приказан Анђео који се јавља Јосифу у сну. У цркви су сачуване и иконе из 17. и 18. века (Свети архиепископи Арсеније и Сава Српски, Нерукотворени образ из 1773. године) и целивајуће иконе од краја 18. до друге половине 19. века. Икона Богородице са Христом са исписаним стихом једне Богородичине песме при дну и годином 1785. има своју реплику у цркви у Црепаји.